# Jevgenija Krjukovová
Jevgenija Vladislavovna Krjukovová, rusky Евгения Владиславовна Крюкова (* 11. června 1971 Moskva) je ruská filmová a divadelní herečka. V roce 2005 obdržela titul zasloužilý umělec Ruské federace.

## Životopis
Původně šla ve stopách rodičů a začala studovat architekturu, ale brzy přestoupila na divadelní akademii. První filmovou roli dostala ve francouzském filmu Sex a perestrojka (1990). Hrála velkokněžnu Taťánu Nikolajevnu ve filmu Atentát na cara (1991, režie Karen Šachnazarjan) i hlavní ženskou roli v rusko-slovenském koprodukčním historickém filmu Ruský román (1993, režie Vladimir Makedonskij). Od roku 1993 je členkou Divadla Mossovětu. Účinkovala v úspěšném televizních seriálech Tajemství Petrohradu podle předlohy Vsevoloda Krestovského a v kriminálních sériích ze současnosti Banditský Petrohrad a Složka detektiva Dubrovského. Výrazné role vytvořila také v lotyšském postmoderním filmu Poslední sovětský biják (2003, režie Aleksandrs Petuchovs), v adaptaci frašky Georgese Feydeaua Klíč od ložnice (2003, režie Eldar Rjazanov) a ve dvou filmech Sergeje Solovjeva: O lásce (2003) podle Čechovových povídek a Anna Karenina (2009).